# Marcel Baude
Marcel Baude (* 5. Oktober 1989 in Frankenberg/Sa.) ist ein deutscher Fußballspieler.

## Karriere
Marcel Baude spielte bis zum neunten Lebensjahr bei seinem Heimatverein TSV 1848 Flöha und ging dann zum Chemnitzer FC. Dort durchlief er die weiteren Jugendmannschaften und gewann unter anderem mit der A-Jugend 2007 den Landespokal und erreichte das Halbfinale im Junioren-DFB-Pokal. Ab 2008 spielte der vielseitige Defensivspieler in der U-23 und stieg mit dem Team in zwei Jahren von der Bezirksliga Chemnitz über die Sachsenliga in die NOFV-Oberliga Süd auf. In der Saison 2010/11 gehörte er auch zum erweiterten Kader der ersten Mannschaft und durfte dort am 6. Spieltag der Regionalliga Nord in der Partie gegen den VfB Lübeck beim Stand von 5:0 sein Debüt geben. Die Chemnitzer schafften in dieser Saison den Aufstieg in die 3. Liga und auch im Jahr darauf gehörte der U-23-Kapitän Baude zum Kader der Ersten. Am 3. Dezember 2011 gab er sein Profidebüt kurz vor Schluss in der Partie gegen Wacker Burghausen.
Zur Saison 2013/14 wechselte Baude zum Ligakonkurrenten Hallescher FC. Dort kam er bis zum Saisonende 2016 auf 65 Einsätze und erzielte ein Tor. 2016 wurde er von Energie Cottbus verpflichtet, nachdem Cottbus in die Regionalliga abgestiegen war. Mit Energie Cottbus gelang Marcel Baude im Jahr 2018 der Aufstieg in die Dritte Liga. Nach dem direkten Wiederabstieg von Cottbus im darauffolgenden Jahr gab der VfB Auerbach im Juni 2019 die Verpflichtung Baudes bekannt.

## Erfolge
- Aufstieg in die 3. Liga 2011 mit dem Chemnitzer FC
- Aufstieg in die Sachsenliga 2009 mit dem Chemnitzer FC II
- Aufstieg in die NOFV-Oberliga Süd 2010 mit dem Chemnitzer FC II
- Aufstieg in die 3. Liga 2018 mit Energie Cottbus